# Будинок-музей Мірзо Турсун-заде
Будинок-музей Мірзо Турсун-заде — меморіальний будинок-музей, присвячений життю і творчості радянського таджицького поета, одного з класиків сучасної таджицької літератури Мірзо Турсун-заде, розташований у столиці Таджикистану місті Душанбе.

## Загальні дані
Будинок-музей Мірзо Турсун-заде міститься у невеликому одноповерховому будинку Мірзо Турсун-заде, розташованому за адресою:
вул. Шералі, буд. 79, м. Душанбе—734001 (Республіка Таджикистан).
Музейний заклад відкритий для відвідування від 09:00 до 16:00 години, вихідні дні: субота та неділя. Вхід безкоштовний.
Директор музею — Фарида Нозидівна Нозидова. 
Експонати в музеї атрибутовані таджицькою та російською мовами.

## З історії музею
Меморіально-літературний музей Мірзо Турсун-заде утворений у Душанбе 1981 року на честь 70-річчя відомого письменника і громадського діяча Таджикистану з ініціативи його родини та за підтримки Уряду Таджикистану. Музей розташувався в приватному будинку Мірзо Турсунзаде у душанбинському середмісті. 
Згодом на базі Будинку-музею Мірзо Турсунзаде утворено Об'єднання літературних музеїв Душанбе, куди на правах філій увійшли Будинок-музей С. Айні і Будинок-музей А. Лахуті. 

## З експозиції та діяльності
Постійна експозиція Будинку-музею Мірзо Турсун-заде розташовується в приватному помешканні поета, де збереглася обстановка вітальні та його кабінету. Музей достовірно відтворює умови життя і роботи великого таджицького письменника, а також розповідає про культурне життя Душанбе в середині XX століття. 
У спеціальному приміщенні, збудованому поруч із меморіальним будинком-музеєм, представлена експозиція, що розповідає про життя і творчість Мірзо Турсун-заде, його різнобічної діяльності зі зміцнення миру. Важливою частиною музейного зібрання є бібліотека і особистий архів Мірзо Турсун-заде. 
У музеї проводяться екскурсії для студентів, школярів і туристів. У конферец-залі музею проходять літературні вечори, концерти і конференції.

## Джерело-посилання
- Будинок-музей Мірзо Турсун-заде [Архівовано 9 травня 2012 у Wayback Machine.] на www.elint.kunstkamera.ru («Музеї Таджикистану») [Архівовано 23 липня 2010 у Wayback Machine.] (електронний каталог музеїв Таджикистану-спільний проект, розроблений ЮНЕСКО, Музеєм антрополігії та етнографії-Кунсткамера РАН за підтримки Міністерства культури Республіки Таджикистан і Bactria Cultural Center-ACTED) (рос.)